# قسم درواهي الريفي (مقاطعة دشتستان)
قسم درواهي الريفي (بالفارسية: دهستان درواهی) هي قسم تقع في إيران في ناحية آب. يقدر عدد سكانها بـ 3,192 نسمة .